# 廖兆元
廖兆元（？年—？年），理番廳人，由廩生遵土方事例捐納訓導，嘉慶十七年三月署四川順慶府岳池縣訓導，成都府新都縣籍。是一位政治人物，明清時曾在四川順慶府岳池縣（位於今四川東北部，武周萬歲通天二年分南充、相如二縣置，是一個千年古縣）擔任官吏。